# Siège d'Urgun
Guerre d'Afghanistan
Le siège d'Urgun est un siège de la guerre d'Afghanistan qui dura d'août 1983 au 16 janvier 1984 où les moudjahidines essayent de prendre la ville défendue par l'armée régulière de la République démocratique d'Afghanistan, mais en dépit des progrès initiaux ils sont finalement repoussés et le siège est levé.
Les moudjahidines utilisent des chars T-55 capturés afin de tenter de prendre la ville mais les avions soviétiques et afghans bombardent sans relâche leurs positions, les forçant à se replier dans les montagnes. Le 16 janvier, une colonne de l'armée afghane reprend finalement le contrôle d'Urgun. Environ 600 moudjahidines auraient été tués lors de la bataille.

## Analyse d'Olivier Roy
Selon Olivier Roy, les combats autour d'Urgun portent encore la marque de la guerre tribale traditionnelle afghane. En effet, le siège fut mal planifié et l'objectif immédiat était la capture de butin. La totalité des moudjahidines dans la région se joignit directement à ceux lançant l'assaut, abandonnant leurs positions, ce qui explique en partie pourquoi les forces gouvernementales afghanes ont eu peu de difficulté à briser le siège et reprendre le contrôle de ce secteur.